# Münster (Goms)
Münster (toponimo tedesco) è una frazione di 425 abitanti del comune svizzero di Goms, nel Canton Vallese (distretto di Goms).

## Storia

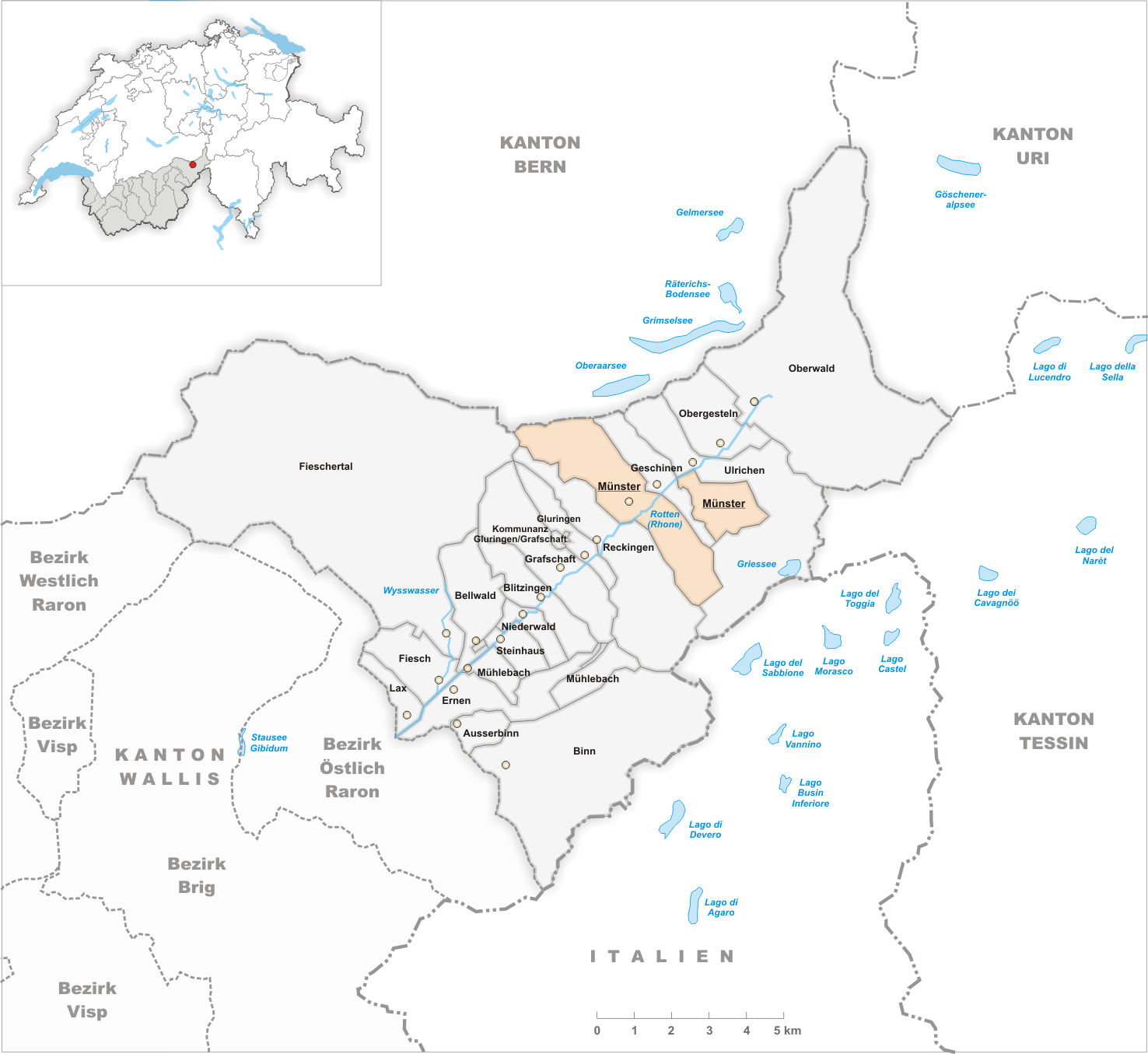
Il territorio del comune di Münster prima degli accorpamenti comunali del 2004

Già comune autonomo, nel 2004 è stato accorpato all'altro comune soppresso di Geschinen per formare il nuovo comune di Münster-Geschinen, il quale a sua volta nel 2017 è stato accorpato agli altri comuni soppressi di Blitzingen, Grafschaft, Niederwald e Reckingen-Gluringen per formare il nuovo comune di Goms.

## Monumenti e luoghi d'interesse

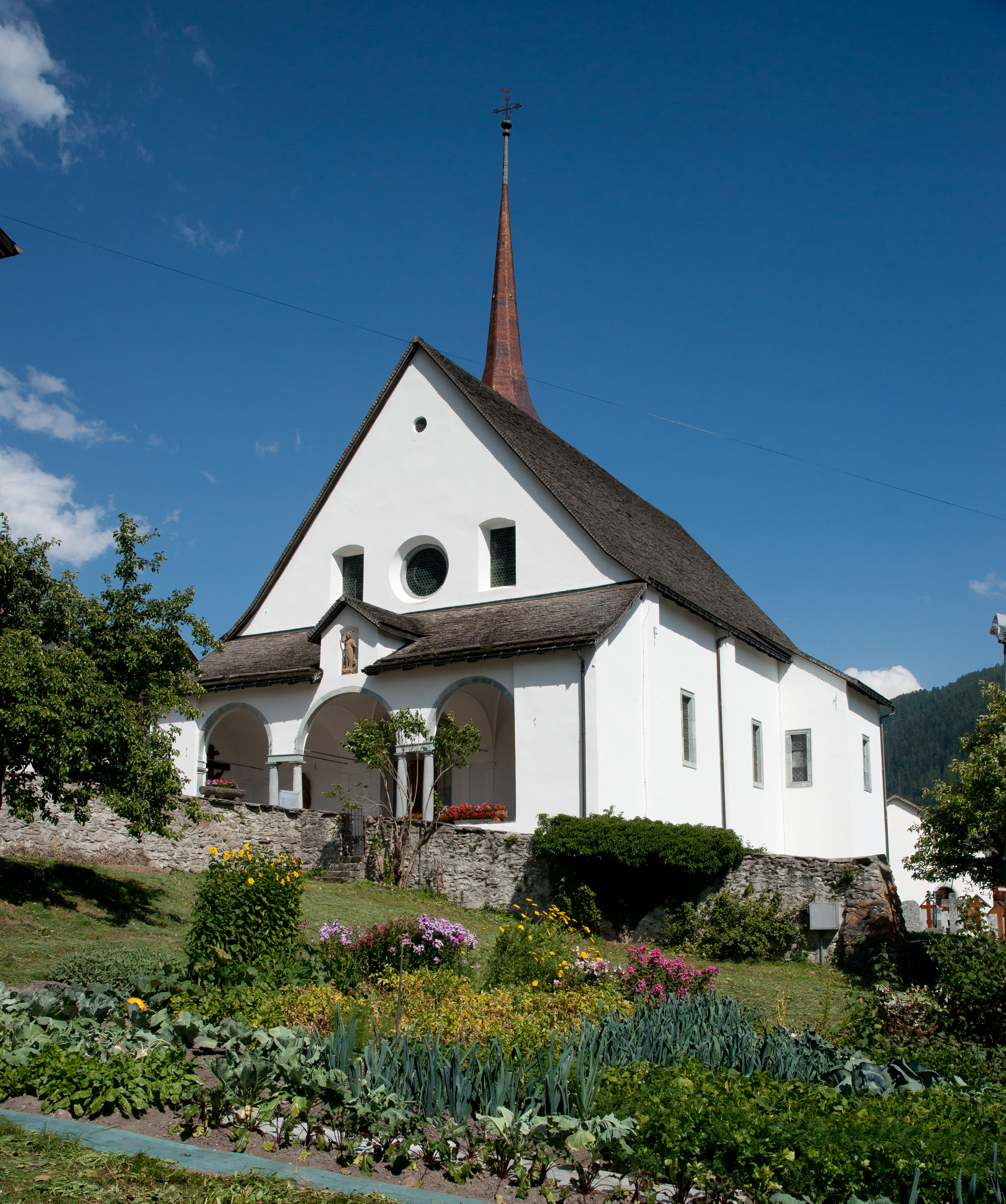
La chiesa di Santa Maria

- Chiesa parrocchiale cattolica di Santa Maria, con torre del XII secolo[1].

## Società

### Evoluzione demografica
L'evoluzione demografica è riportata nella seguente tabella:
Abitanti censiti

## Infrastrutture e trasporti

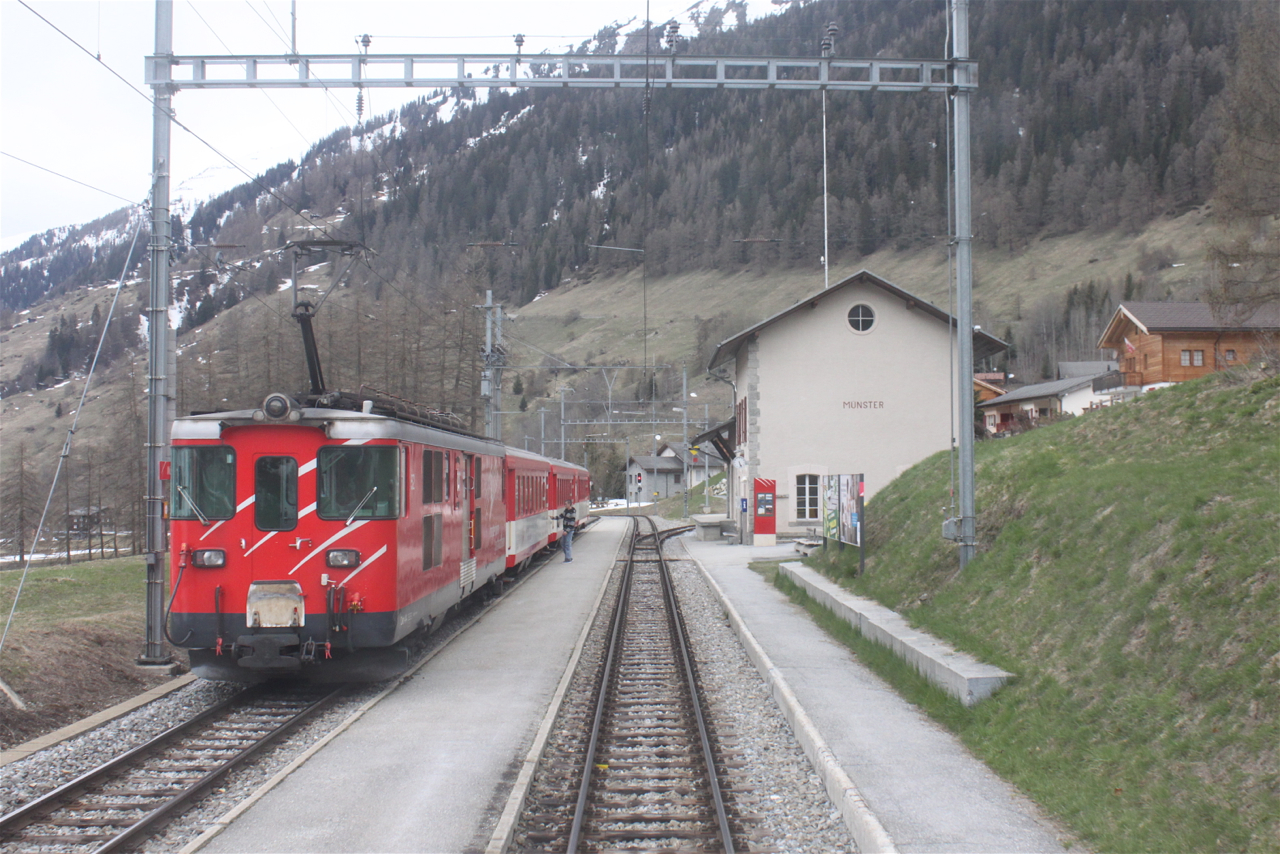
La stazione di Münster

Münster è servito dall'omonima stazione, sulla ferrovia del Furka-Oberalp.

## Amministrazione
Ogni famiglia originaria del luogo fa parte del cosiddetto comune patriziale e ha la responsabilità della manutenzione di ogni bene ricadente all'interno dei confini della frazione.